# 韩国的咖啡

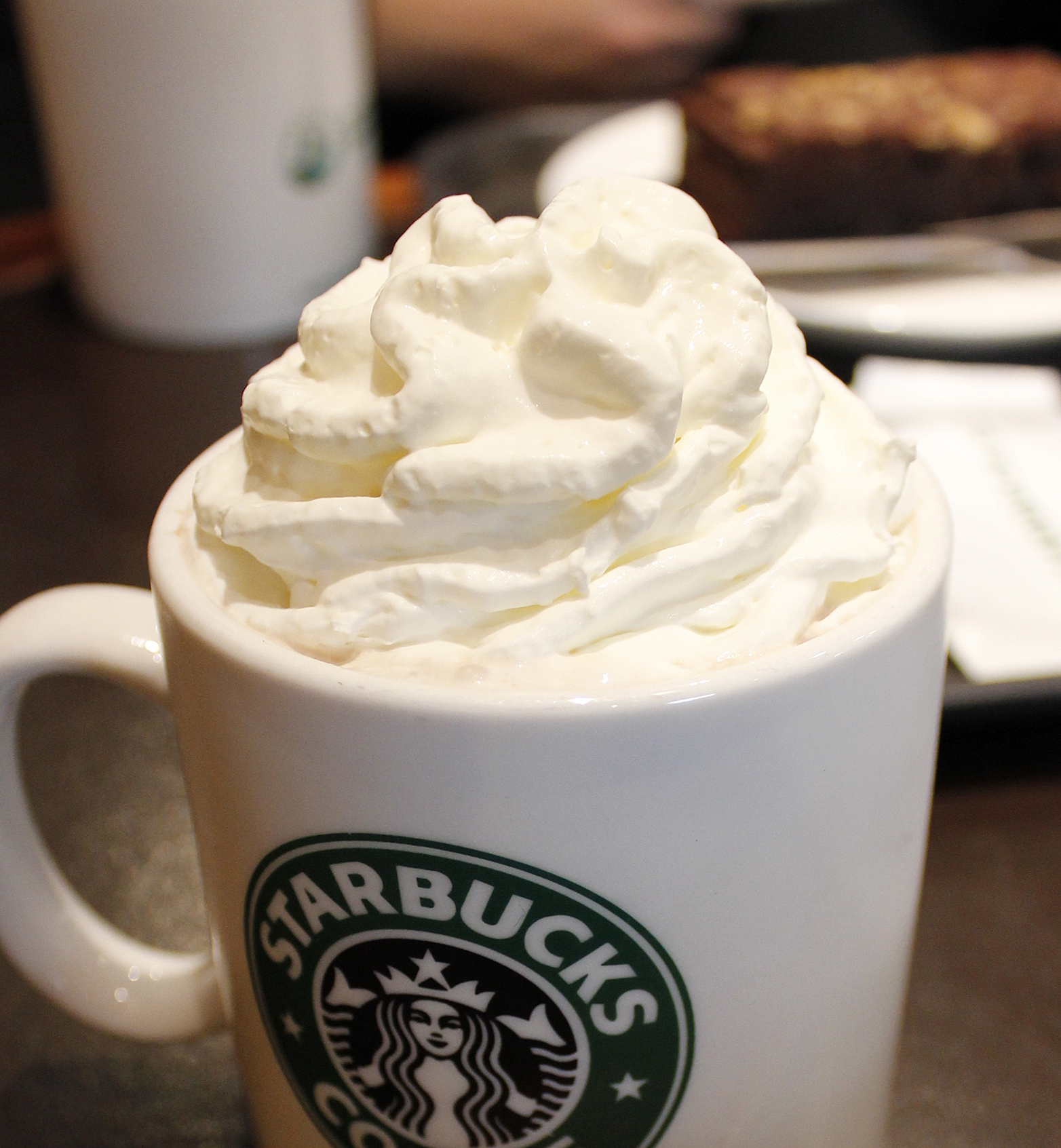
星巴克咖啡加鲜奶油在首尔.

在韩国，咖啡一直是韩国文化的重要元素。 它起源于19世纪，已成为韩国市场的著名商品。这是该地区最受欢迎的饮料之一。

## 历史
据姜俊万的《高宗去星巴克》记载，(韩语: 고종 스타벅스에 가다) 高宗是韩国第一个品尝咖啡的人。  俄罗斯大使的嫂子Antoinette Sontag在1896年请国王喝了一杯咖啡。韩国人对外国文化和新饮料感到好奇。  因为它来自西方，类似于只有富人才能负担得起的亚洲草药，所以它作为西方化和现代化的象征被消费。 在早期，人们称咖啡馆或咖啡店（café）为"茶房 （页面存档备份，存于）"（韩语：“다방”）。 韩国最早的茶房是1902年在首尔中区贞洞以"山塔酒店"的名字建造的。
现代类型的茶房可以追溯到1927年的明洞，扩散到钟路和忠武路。起初，茶房向王室和高层人士开放，后来被用作政治家大厅、艺术家总部和商人聚会场所。韩国人对茶房很着迷，因为他们喜欢在茶房氛围中喝咖啡；体验用叉子吃蛋糕和在茶杯里喝咖啡，而不是用筷子和从碗里喝韩国传统汤，是一种极大的乐趣。 
1900年中期，茶房继续作为一个聚会场所存在，而不是人们可以喝咖啡的地方；然而，由于价格高昂，现在还不是普通公民喝咖啡的时候。在引进咖啡店之前,高层人士经常在妓生家举行聚会,平民们则经常在集会上闲逛,谈论自己的生活和政治。由于茶房是不同职业人士关于政治、经济、文化、教育、艺术和宗教的辩论中心，韩国政府严格限制个人访问茶房。 从这个意义上说，20世纪50年代的韩国咖啡馆与17世纪末的巴黎咖啡馆非常相似，当时由于咖啡馆作为社会机构的功能，“警察一直密切关注咖啡馆”（Haine 1992，608）。
在朝鲜战争（1950-1953年）美军在韩国引入速溶咖啡之前，咖啡仍然是上层阶级消费的好品种。 在朝鲜战争之前和之后，速溶咖啡变得广泛使用，许多韩国人开始享受咖啡，后来便开始经常饮用。
在20世纪60年代，咖啡的价值飙升，因为在1961年独裁者朴正熙5.16军事政变后，由于使用国内产品的运动，咖啡被禁止进入达邦。然而，在20世纪60年代，茶房总体上对中产阶级公民更加开放。虽然茶房仍然只供成年人使用，但它成为年轻男女的热门约会场所。 第一家韩国主题咖啡馆可能是20世纪70年代的音乐茶房。这种类型的茶房有磁盘骑师，他们接收客户的歌曲请求，并为他们播放录制音乐。它为在20世纪70年代无法公开表达政治观点的大学生提供了一种自由的感觉。
20世纪80年代，随着茶房之间的竞争加剧，他们用独特的物品装饰自己，如粉红色的灯光和室内瀑布，以便在日益拥挤的市场中生存。当时，茶房的气氛和菜单发生了巨大的变化。例如，带有分隔线以阻挡他人观点的黑暗茶房变成了具有明亮和舒适氛围的茶房。 这种新型咖啡店自称咖啡馆，以区别于老式dabangs（茶房），开始专注于不同种类的咖啡，而不是出售传统的茶和苏打水。

在20世纪90年代，人们认为消费有一种风格，更喜欢具有更整洁的室内设计和专业咖啡的咖啡馆。1999年，韩国咖啡馆文化的历史发生了巨大变化，当时韩国第一家外国特许咖啡店星巴克在首尔新村成立。星巴克向韩国引入了一种新的咖啡馆文化，例如外卖和自助服务系统，没有漂亮的女服务员，独自呆在咖啡馆里看书或做作业。从那时起，更多的外国特许咖啡店以更多样化的咖啡和氛围进入市场，更多的当地特许经营咖啡馆和小型私人咖啡馆以其独特的特色出现。

## 咖啡消费
截至2015年，韩国估计有49,600家咖啡店，首尔有17,000家咖啡店，使首尔的人均咖啡量高于西雅图或旧金山。2013年，据估计，韩国销售了约657,000吨咖啡，人均咖啡消费量约为2.3公斤。
速溶咖啡市场占韩国咖啡消费总量的很大比例，许多知名品牌在那里争夺市场份额。冻干等速溶咖啡技术是保持咖啡风味的最佳方法，在韩国得到了改进。 冷冻干燥稳定用于大规模生产的地方。 截至2003年，速溶咖啡占所有咖啡消费量的90%。
随着20世纪90年代末星巴克等大型咖啡连锁店的推出，新鲜冲泡咖啡的消费量增加了。 去星巴克喝咖啡成为接触美国和西方文化的一种方式，因此许多年轻人或中产阶级和中上层的韩国人开始经常光顾星巴克。

### 佛教和咖啡消费
另一群增加咖啡消费的韩国人是韩国佛教徒。今天，在韩国，一些主要寺院表示，超过一半的冥想僧侣已经改用咖啡。 制作咖啡并与游客分享也被合理化，作为佛教在当代社会中保持相关性的一种方式。  通常与韩国僧侣社区相关的咖啡类型是手滴咖啡。 这是因为僧侣可能希望与手滴咖啡相关的韩国高文化相关联。此外，手滴咖啡有许多工具和步骤，反映了泡茶仪式。 此外，手滴咖啡涉及许多工具和步骤，反映了泡茶仪式。 作为韩国佛教社区如何拥抱咖啡的一个例子，人们可以求助于Puramsa、Torisa和其他建立咖啡馆的寺院场地。

### 韩国文化和咖啡消费
韩国人中最受欢迎的咖啡是冰美式咖啡，无论天气如何。即使在寒冷的冬天，韩国人也喜欢喝冰美式咖啡。AFP提到，在冬天，冰美式咖啡的消费量大于热饮。 对于这种特殊的咖啡消费，有一个名为“Eoljukah”的新短语，意思是“即使我冻死，也要冰咖啡”。特定饮料之所以受欢迎，是因为韩国快节奏的文化。与其他饮料相比，冰美式咖啡在短时间内问世，所以在韩国快节奏的文化中，大多数人更喜欢这种饮料。2019年，现代研究实验室发现，个人每年平均咖啡消费量为353杯，比全球平均水平高出两倍。

## 烘焙
咖啡店的突然涌入取代了曾经传统的“茶房”，后者是提供精选传统茶的常见会议场所。除了从咖啡需求激增中获利的大型美国连锁店外，当地企业和企业家也抓住了机会。截至2014年，韩国拥有17,000家咖啡店，首都首尔的星巴克网点比世界上任何其他城市都多，甚至纽约。

### 星巴克

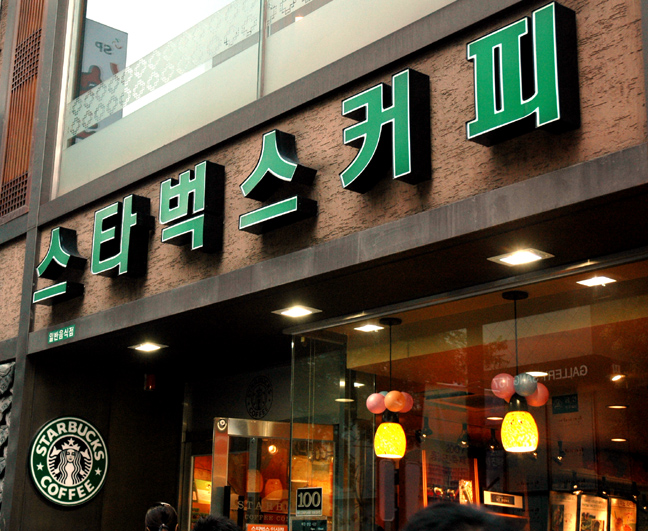
首尔的星巴克

星巴克于1999年开设了第一家商店，自2011年以来，每年开设约80家新店。与韩国公众和美国的紧密联系有助于使咖啡变得令人向往，随着许多韩国人将咖啡和星巴克作为生活方式的选择，它已成为整个首尔的地位象征。房东渴望该品牌在他们的大楼里开一家商店，以提高他们的价值、声誉和形象。
然而，并非所有新的星巴克分店都受到热烈欢迎。2001年，星巴克在仁寺洞开了一家商店，克服了附近店主的强烈抵制。 当地人反对星巴克开业的理由是,这会玷污仁寺洞作为韩国所有文化摇篮的身份。 店主也有实际的担忧，因为他们认为星巴克会吸引参观该地区传统茶馆的顾客。 经过多次谈判和妥协，星巴克开设了仁寺洞商店。 这家商店的独特之处在于，它是唯一一家有韩国招牌的星巴克，其窗户有传统的木制格子图案。 商店里还有几个传统文化的标志，比如木制面具。 然而，一些韩国人仍然对仁寺洞店持怀疑态度，因为他们认为星巴克的尝试是肤浅的，只是表面上的，并没有对韩国文化有真正敬意。 
作为星巴克的第四大市场，拥有1611家商店和近20,000名员工，该商店在过度工作条件下面临困难。2022年1月，为了引起人们的注意，工人们带着“合作伙伴是你最大的资产”的信息在首尔周围开车。通过这个，韩国星巴克承诺为商店再雇用1600名工人。
韩国的星巴克已经启动了Siren Order，这是一项提供在线订单的服务。这始于2014年，帮助顾客在抵达前订购饮料，并在他们到达后立即取走。这项服务已导致近500万客户注册该页面。 由于订单高涨，美国的星巴克以及加拿大、香港和英国都在他们的服务中增加了警报器订单。
为了减少碳足迹，到2025年，韩国的星巴克商店将取消所有一次性杯子。 济州岛的星巴克商店将领导这项活动，在岛上分配的所有23家商店中仅使用可重复使用的杯子。客户可以选择使用自己的杯子，也可以存入1000韩元来使用商店提供的可重复使用的杯子。当杯子被退回时，押金将通过现金、星巴克卡或HappyHabit申请积分退还。可重复使用的杯子将由一家专业的清洁公司收集和清洁，从而减少一次性杯子的使用。可重复使用的杯子也将升级为其他形式。
星巴克韩国有870家无现金商店，约占韩国所有商店的60%。因此，使用现金的人数从原始商店的4%减少到无现金商店的0.5%。随着越来越多的客户使用卡片和移动应用程序，星巴克决定减少使用现金的商店数量。然而，对于老年人和外国人来说，他们在极少数情况下确实接受现金。这不仅是为了将最新技术应用于商店，也是为了应用生活方式的改变，方便客户和合作伙伴。

#### 合作
星巴克通过与防弹少年团（BTS）合作，来帮助韩国的年轻人。星巴克在店内播放防弹少年团（BTS）的歌曲《Make It Right》的同时，售卖了能让人联想到星空的紫色限量版商品和饮料。通过这次活动，星巴克为美丽基金会筹集了资金。

### 贝蕾咖啡 Caffé Bene
贝蕾咖啡Caffe Bene是一家位于首尔的连锁咖啡店。该公司于2008年5月由首席执行官金善权(Sun-Kwon Kim)创立。贝蕾咖啡Caffè Bene是韩国门店数量最多的咖啡店。截至2012年4月24日，它拥有760家门店。
最初，贝蕾咖啡Caffe Bene在一个咖啡市场已经饱和的美国市场上很难获得吸引力。由于未能获得品牌认可度，金善权(Sun-Kwon Kim)决定与一些娱乐节目达成协议。他通过为选定的电视节目提供咖啡店，这些电视节目公司的利润中获得了3%的分成。

### 一帝亚咖啡
一帝亚咖啡是一家中等价位的咖啡连锁店，自2016年以来在韩国拥有约1800家门店。该公司成立于2001年，由文昌基代表运营。2019年，Ediya咖啡与Kakao Friends (Kakaotalk：这是韩国著名的交流信息应用程序。它拥有独特的表情符号和那些叫做Kakao朋友的表情角色)。

#### 合作
2019年，一帝亚咖啡与 KakaoTalk 公司的代表人物 Kakao Friends 合作。因为 Kakao Friends 角色拥有的独特的可爱性，让它们非常受欢迎。还有Kakao Friends商店，出售角色的相关商品(配件，玩偶，高尔夫球用品，甚至电子产品)。凭借这种人气，Ediya咖啡与Kakao Friends的合作成功完成。2018年3月，一帝亚咖啡推出“桃花拿铁”、“桃花茶”春季特色饮品。接下来的5月，他们推出了九种类型的MD(角色玻璃杯、水瓶、果汁杯、吸管等)。MD的价格范围为1100 ~ 12900韩元(0.89 ~ 10.46美元)。第二年也发布了新饮料，2019年Ediya Coffee发布了三款迷你蛋糕，使用了最受欢迎的角色(Apeach, Ryan和Tube)的外观。根据角色的不同，每个蛋糕都有不同的味道。每个蛋糕的价格是3500韩元，约合2.84美元。这种与咖啡搭配的蛋糕受到了消费者的热烈反响。

### 便利店7-11
国际连锁便利店7-11提供有竞争力的1000韩元(87美分)咖啡。

### 帕斯库奇咖啡 Pascucci
帕斯库奇咖啡是在韩国拥有480多家分店的意大利咖啡连锁店。

### 豪丽斯咖啡 Hollys
豪丽斯咖啡是一家成立于1998年的韩国咖啡连锁店。

### 白咖啡 Paik's Coffee
”白咖啡“是韩国名厨出身的白种元于2006年创立的廉价咖啡连锁店。到2022年为止，全国将有1000多家卖场。“白咖啡”是在白餐厅旁边的论岘洞开的。他想提供更大份量的速溶咖啡棒来吸引顾客。白种元的咖啡试图打破“便宜的咖啡质量低”的观念。白某的咖啡只使用新产的巴西咖啡豆，有着浓厚的杏仁坚果味和牛奶巧克力般的柔和甜味。这些咖啡豆在不到两天的时间内被烘焙送到门店，而且要求只能在两周内使用。从2020年开始，白咖啡推出了一款可以同时显示菜单、点单、付款、集邮的移动应用程序。通过智能点单，顾客可以在到达商店后立即取走他们事先点好的饮料。

#### 合作
2021年，白咖啡与红牛合作，推出了一款名为“红色火焰力量”的饮料。这款饮料中加入了一瓶红牛饮料和五味子，口感更加清爽，为正在经历新冠肺炎疫情的人们加油打气。

### 途尚咖啡 A Twosome Place
途尚咖啡是2002年至2021年由CJ集团拥有的咖啡连锁店。自2022年1月起，该公司已被凯雷集团收购。

#### 合作
途尚咖啡自2017年起与TWG签订独家合同，一直瞄准不断增长的茶叶市场。
为了庆祝20周年，途尚咖啡 A Twosome Place与Mardi Mercredi合作，在菜单中使用酸奶来表达春天的味道。与Mardi Mercredi合作的产品有五种。途尚咖啡A Twosome Place利用代表性的花卉图案，准备了杯子、水瓶、地毯等家居装饰。

### 保罗巴 Paul Bassett
Paul Bassett是一个在日本和韩国经营的咖啡馆品牌，以世界咖啡师锦标赛冠军澳大利亚咖啡师Paul Bassett的名字命名。

### 汤姆咖啡 Tom N Toms
汤姆咖啡Tom N Toms 是一家起源于韩国的国际咖啡连锁店。

## 新式咖啡

### 桠糖咖啡
桠糖是一种传统的韩国硬糖，由糖和小苏打制成。但桠糖咖啡，不会在咖啡中加入桠糖，而是用美式咖啡和糖制作泡沫奶油。然后把桠糖奶油放在你选择的牛奶上。 桠糖咖啡是人们在COVID-19 流行性病毒大流行期间新发明的。桠糖咖啡在那段时间传播开来的原因是人们为了安全，避免感染流行性病毒而不得不呆在家里。 预防流行性病毒的规定是，当新冠病毒检测结果为阳性时，人们必须隔离14天。在这种背景下，人们一直在寻找一些可以保持自身活跃和高效的事情，来消耗呆在家里的时间。桠糖咖啡的过程对人们来说是完美的。为了制作桠糖鲜奶油，至少需要400次或更多的搅拌。这种咖啡很难制作，但在当时是一种有创意和创新味道的咖啡，因为人们可以在家里做出“咖啡店”的咖啡。人们开始分享自己做桠糖咖啡的过程，这成为了一种“桠糖咖啡挑战”的趋势，并通过谷歌、Instagram、抖音和YouTube等社交媒体传播开来。 它不仅在韩国流行，而且在世界各地也广泛传播。不仅包括亚洲，还包括中南美洲。在新冠肺炎流行性病毒疫情结束后，韩国内很多咖啡店都推出了桠糖咖啡。Ediya咖啡，广受欢迎的咖啡连锁店之一，于2020年5月推出了“桠糖拿铁”。